# Parque nacional Aggtelek
El parque nacional Aggtelek (en húngaro: Aggteleki Nemzeti Park) es un parque nacional en Hungría septentrional, en la región del karst de Aggtelek. Fue fundado en 1985. Contiene 198,92 km² (de los que 39,22 km² están bajo protección incrementada). 
Aggtelek forma parte del conjunto denominado Grutas kársticas de Aggtelek y del karst eslovaco designado Patrimonio de la Humanidad por la Unesco desde 1995. La mayor cueva de estalactitas de Europa está situada en esta zona: la cueva de Baradla (26 km de largo, de los que 8 km están en Eslovaquia, conocido bajo el nombre de Domica).
La primera documentación escrita de las cuevas, puede remontarse al año 1549. Desde 1920 ha sido usado como una atracción turística. Varias de las cuevas tienen diferentes especialidades. Por ejemplo, la caverna de la Paz tiene un sanatorio que ayuda a tratar personas que sufren asma.